# 巴龙列谢八世
巴龙列谢八世（Barom Reachea VIII，1628年—1672年），或巴龙列谢五世（Barom Reachea V），柬埔寨黑暗時期的一位國王，1658年至1672年在位。本名安索（អង្គសូរ）。
巴龙列谢八世是吉·哲塔二世之孫，其祖母為越南人阮福玉萬。1658年，阮主入侵柬埔寨，廢黜波涅·占，立其為國王。1672年，為吉·哲塔三世殺害並篡位。
乔华二世和吉·哲塔四世都是他的兒子。